# ルドゥート

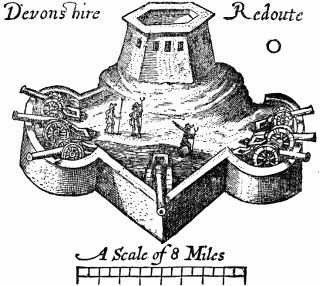
バミューダ諸島のデヴォンシャー・リダウトのイラスト、1614年

ルドゥート（仏: redoute、英語では リダウト、redoubtまたはredout、イタリア語ではridotto)とは、要塞の主構築物の外側を取り囲む、砲床を備えた守備用の小さな砦、または砦のシステムのこと。石や煉瓦で建造されることもあるが、土木工事で済ませることが多い。
日本語訳は、方形堡（ほうけいほう）、角面堡（かくめんほう）、とりで、要塞、など。
ルドゥートは植民地時代、ヨーロッパの帝国の多くが軍事的戦略の一要素とした。その概念は中世からあったが、17世紀のヴォーバン式要塞で有名になった。しかし、20世紀になると、機動戦が主流となり、攻城戦の重要性は薄れた。

## 歴史的に重要なルドゥート

### イングランド内戦
イングランド内戦中、砲撃から要塞を防御する目的でルドゥートが作られることが多かった。要塞の近くにたいてい見晴らしの良い小さな丘があった。それまでは要塞から距離がありすぎて脅威とはなりえなかった。しかし、1646年のウスター包囲戦で円頂党はウスターに近い小さな丘に大砲を設置して勝利した。1651年には、今度は騎士党がその丘をルドゥートとして使った（その遺構は今日フォート・ロイヤル・パークで見ることができる）。ウスターの戦いが始まると、円頂党はこのルドゥートを攻略し、再び砲撃場所とした。これによりウスターは防御不能となり、敗北。イングランド内戦は事実上集結した。

### マルタ

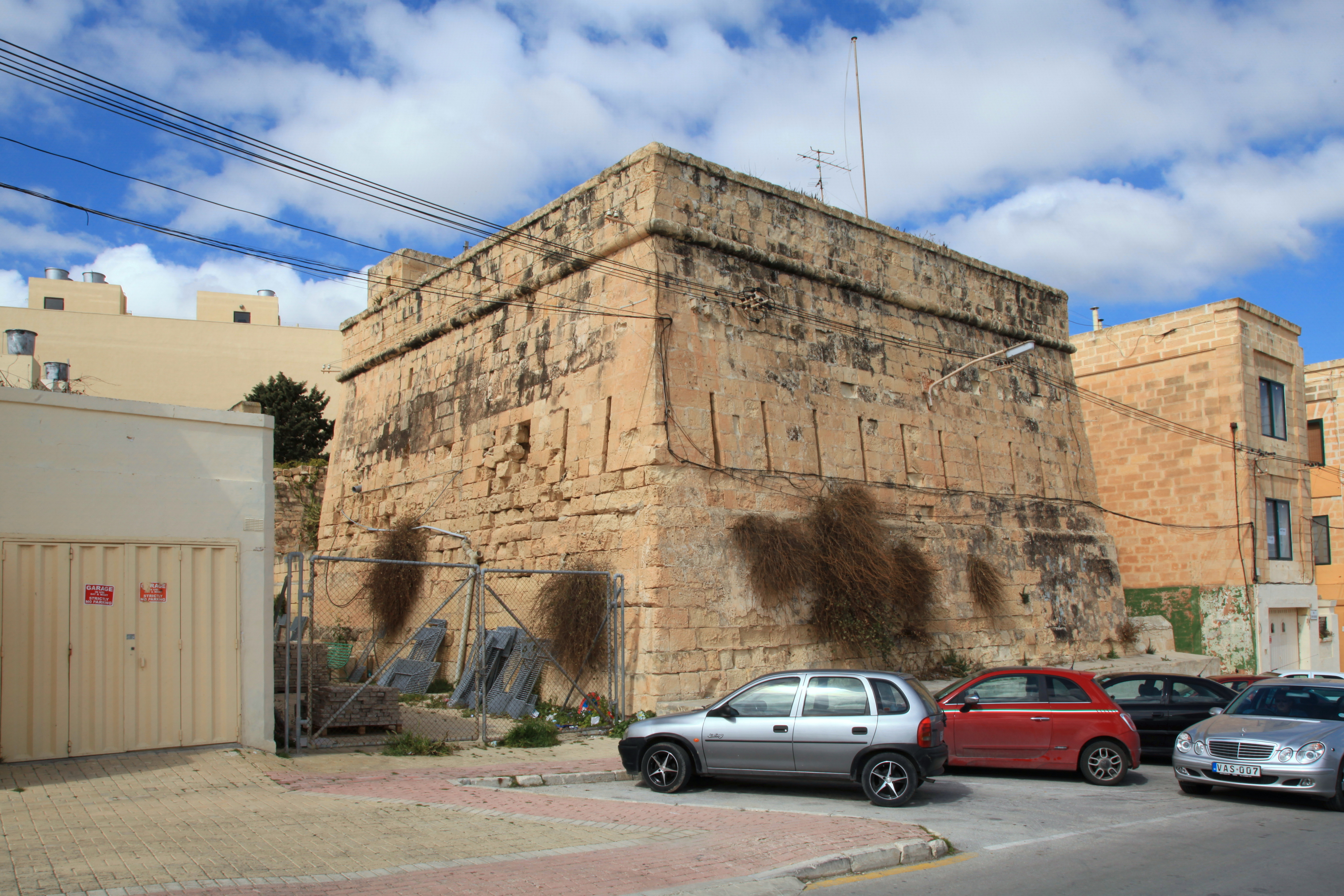
マルサシュロックのTorri Vendôme。マルタで唯一残っている塔型のルドゥート

1715年以降、聖ヨハネ騎士団はマルタ島の海防力を高めるため多くのルドゥートを建設した。敵軍が上陸し沿岸砲で包囲することを防ぐため、ルドゥートは湾の中央に建てられた。
ルドゥートのデザインはフランス植民地時代に建てられたものに影響された。全部で11ありほとんどは五角形のルドゥート、それに半円形または長方形のルドゥートが2、3。ほとんどのルドゥートはその後取り壊されたが、Ridott ta' Briconet、Ridott ta' San Ġorġ、Ridott ta' Ximenesは現存している。
4つのtour-reduitsも建設された。tour-reduitsとは、塔の形をしたルドゥートで、マスケット銃の鉄砲狭間が横一列に並んでいる。このうち3つはマルサシュロックを取り囲み、1つはゴゾ島のマルサルフォーンにある。現存している唯一のものはマルサシュロックのTorri Vendômeだけである。
1798年から1800年にかけてマルタはフランスの占領下にあったが、反乱軍はフランス軍と戦うため多くの要塞を建設した。ほとんどの要塞は砲台だったが、少なくとも2つはルドゥートだった（Ridott tal-MitħnaとBatteriji u Ridott ta' Ħaż-Żabbar）。 1799年にはイギリス軍もRidott ta' San RokkuとRidott ta' San Luċjanをマルタに建設した。しかしフランスの閉塞により現存してるものはない。
19世紀後半には、イギリス軍がヴィクトリア線(en)の一部としてFomm ir-Riħ湾の近くにルドゥートを建設した。

### その他の重要なルドゥート
アメリカ独立戦争時、大陸軍の工兵はウェストポイント防衛のため、たくさんのルドゥートと砦、そして100ポンドを越える鉄の鎖の環を建設し、ハドソン川を横切るように鎖を張った。イギリス陸・海軍がハドソン川の支配権を得るために、ニューイングランドを中南部大西洋岸州と切り離そうとするのを防ぐのが目的だった。鎖の環は川を封鎖し、砦は鎖に近づこうとする船を攻撃、一方でルドゥートはウェストポイントへの陸路を防衛するよう配置された。
軍事史においてルドゥートが重要な役割を果たした例を挙げる。
- ポルタヴァの戦い（1709）
- バンカーヒルの戦い（1775）
- ヨークタウンの戦い（1781） - アレクサンダー・ハミルトンはイギリス軍のルドゥートを奪取
- 半島戦争でのトーレス・ヴェドラス線（1809–1810）
- ハリッジ・リダウト（1809〜1810）[15]
- ボロジノの戦い（1812）
- バラクラヴァの戦いでの軽騎兵旅団の突撃（英語版）（1854）
- ビックスバーグの包囲戦での鉄道リダウト（1863） - ヴィクスバーグへの主要な東西鉄道線路に沿って建設されたため、そのように命名された[16]。
- 露土戦争でのプレヴェン攻囲戦（ロシア語版、トルコ語版、英語版）（1877–1878）
- ロルクズ・ドリフトの戦い（1879）
- 第一次世界大戦中：ベルギーのアントワープのルドゥート（1914）、ドイツのホーエンツォレルンのルドゥート、およびホーソン・リッジ のルドゥート（1916）
- 第二次世界大戦中：自由フランスが使用したヴェルコール山地のルドゥート
- ピット砦のフォートピットブロックハウス[2]

## 国家要塞
国家要塞（National redoubt）とは、戦争の命運をかけた戦闘で敗北した場合、あるいは敗戦が避けられない場合を想定して、事前に国家の残存勢力が撤退できる場所のこと。通常、その場所は、抵抗に適した山岳地帯や半島など防衛するのに地理的に有利なところが選ばれる。（アルプス国家要塞も参照）